# 维尔玛·博贝克
维尔玛·博贝克（瑞典語：Vilma Bobeck，1998年1月5日—），瑞典女子帆船运动员。她曾搭档丽贝卡·内茨勒代表瑞典参加2024年夏季奥林匹克运动会帆船比赛，获得女子49人FX型银牌。